# Armeegruppe Loch
L'Armeegruppe Loch (en français : « groupe d'armées Loch ») était une unité de la Heer (armée de terre) de la Wehrmacht, formée le 31 octobre 1943 à partir du XXVIII. Armeekorps.
L'unité reprend sa désignation initiale le 4 décembre 1943.

## Organisation

### Commandant
| Date                              | Grade                  | Commandant   |
| --------------------------------- | ---------------------- | ------------ |
| 31 octobre 1943 - 4 décembre 1943 | General der Artillerie | Herbert Loch |

### Chef d'état-major
| Date                                | Grade  | Commandant       |
| ----------------------------------- | ------ | ---------------- |
| 1er novembre 1943 - 4 décembre 1943 | Oberst | Eugen Theilacker |

### Officiers d'Opérations (Ia)
| Date                              | Grade | Commandant |
| --------------------------------- | ----- | ---------- |
| 8 novembre 1943 - 4 décembre 1943 | Major | Gerd Kobe  |

## Zones d'opérations
- Front de l'Est, secteur nord : Octobre 1943 - décembre 1943

## Ordre de bataille
20 novembre 1943
- A la disposition de l'Armeegruppe Loch
  - 32. Infanterie-Division
- I. Armeekorps
  - 122. Infanterie-Division + 263. Infanterie-Division + 69. Infanterie-Division + 207. Sicherungs-Division
  - 58. Infanterie-Division + 281. Sicherungs-Division + 122. Infanterie-Division
  - 69. Infanterie-Division
  - 132. Infanterie-Division
- XXXXIII. Armeekorps
  - 263. Infanterie-Division
  - 83. Infanterie-Division + 201. Sicherungs-Division
  - 205. Infanterie-Division